# دارين إيليس
دارين إيليس (بالإنجليزية: Darren Eales)‏ هو لاعب كرة قدم بريطاني في مركز الهجوم، ولد في 6 أغسطس 1971 في تشيلمسفورد في المملكة المتحدة. لعب مع فيرجينيا بيتش مارينرز.